# Pushkin (krater)
För andra betydelser, se Pusjkin.
Pushkin är en nedslagskrater på planeten Merkurius, med en diameter på ungefär 232 kilometer.
1976 uppkallades den efter den ryske poeten Aleksandr Pusjkin.